# Distretto di Diyadin
Il distretto di Diyadin (in turco Diyadin ilçesi) è uno dei distretti della provincia di Ağrı, in Turchia.